# 5683 Bifukumonin
5683 Bifukumonin (1990 UD) là một tiểu hành tinh vành đai chính được phát hiện ngày 19 tháng 10 năm 1990 bởi T. Urata ở Đài thiên văn Nihondaira.